# Rowena Hill
Rowena Hill (Cardiff, Gales, 1938), es una poeta, investigadora, traductora y estudiosa de las culturas orientales, de origen británico, radicada en Venezuela desde 1975.
Desempeñó por largo tiempo la cátedra de literatura inglesa en la Universidad de Los Andes, en Mérida hasta jubilarse en 1998.

## Biografía
Después de la Segunda Guerra Mundial emigró con su familia a Nueva Zelanda donde creció e hizo sus estudios secundarios y obtuvo un título en letras. Posteriormente hizo estudios de posgrado en Italia y la India. En Italia trabajó como traductora y se casó con un escultor venezolano, con quien tuvo dos hijos. Tiene cuatro nietos.
Ha vivido en varios países del mundo y visitado muchos más; encuentra que los viajes enseñan a leer el mundo físico como el lenguaje de las posibilidades de la vida humana dentro de la creación que las rige.
Además de publicar poemas, ensayos y traducciones en periódicos y revistas de Venezuela, Colombia, India, Estados Unidos y en el internet, ha traducido al inglés la obra de poetas latinoamericanos como Harold Alvarado Tenorio, Rafael Cadenas y Eugenio Montejo.
En la actualidad es colaboradora del Centro de Estudios de África y Asia en la Universidad de Los Andes.

## Obra
Poemarios
- Celebraciones (ULA, 1981)
- Ida y Vuelta (ULA, 1987)
- Legado de Sombras (Monte Ávila, 1997)
- Últimos ritos (Arquitrave, 2006)
- Perfiles de la Noche/ Mujeres poetas de Venezuela (Selección y Traducción. Edición Bilingüe.

bid & co.editor c.a., 2006)
- Planta baja del cerebro (bilingüe español/inglés, ULA, 2011)
- No es tarde para alabar (Equinoccio, 2012).

En el año 2000 el artista Adrián Pujol. presentó el libro de grabados Desmembramiento, con poemas de Rowena Hill
Entre las muchas traducciones que ha hecho, se destacan las de poesía metafísica india, en particular textos antiguos y modernos de la lengua kannada, publicadas en la antología Nombres de lo Innombrable,